# Błękitny Jazz
Błękitny Jazz – pierwsza państwowa orkiestra grająca muzykę jazzową w powojennej Polsce, założona w 1955 przez Ryszara Damrosza; znana później pod nazwami Państwowa Orkiestra Taneczna, Państwowa Orkiestra Jazzowa lub Państwowy Zespół Muzyczny.
W 1954 dyrekcja ogólnopolskiej Estrady zaproponowała Damroszowi utworzenie Państwowego Zespołu Muzyki Rozrywkowej, z popularnym repertuarem w stylu orkiestr André Kostelanetza czy Paula Whitemana. Wiosną 1955 Damrosz zaczął realizację tego projektu. Oparł swój zespół na muzykach pracujących w radiu lub w lokalach rozrywkowych (na planowane angażowanie muzyków z filharmonii nie wyraził zgody minister kultury i sztuki). W orkiestrze znaleźli się m.in. saksofoniści Jan Walasek i Władysław Kowalczyk, trębacz Józef Grabarski, pianista Waldemar Maciszewski, altowiolista Jerzy Róziewicz, jednym ze skrzypków był Władysław Pawelec. Piosenki śpiewali René Glaneau, Carmen Moreno (wcześniej wokalistka zespołu Zygmunta Wicharego) oraz Chór Czejanda. Dobór repertuaru miał być w gestii dyrektora i dyrygenta orkiestry. Estradzie zależało jednak na sukcesie komercyjnym i, wobec rosnącej w Polsce popularności muzyki jazzowej, zaleciła granie popularnych standardów oraz zmieniła planowaną nazwę Błękitni na Błękitny Jazz. Wśród utworów wykonywanych przez zespół była m.in. „Błękitna rapsodia” George'a Gershwina czy „Trumpet Rapsody” z repertuaru orkiestry Harry'ego Jamesa (solo na trąbce – Józef Grabarski). Grano również dużo popularnej muzyki tanecznej. Autorami wielu utworów i aranżacji byli tacy polscy kompozytorzy jak Jerzy Abratowski, Tadeusz Kwieciński, Wiesław Machan, Adam Markiewicz, Stefan Rembowski, Marek Sart czy też sam Damrosz.
Pierwsze koncerty orkiestry odbyły się w styczniu 1956 w Wałbrzychu i Jeleniej Górze. Oficjalna premiera nastąpiła 4 lutego 1956. Tego dnia Błękitny Jazz w 32-osobowym składzie wystąpił w Sali Kongresowej PKiN w Warszawie. Po kolejnych koncertach w Warszawie (w teatrze na Żoliborzu) zorganizowano im trasę koncertową obejmującą większe miasta Polski (ale, jak informuje Echo Krakowa z 11 kwietnia 1956, np. 5 marca 1956 grali też w Nowej Hucie dla kilkutysięcznej publiczności).
W czerwcu 1956 orkiestra wyjechała na tournée po Związku Radzieckim. Koncerty w parku Ermitaż, a potem Gorkiego w Moskwie gromadziły po kilkanaście tysięcy widzów, a występy odbywały się kilka razy dziennie. Po miesięcznym pobycie w Moskwie Błękitny Jazz przez kolejny miesiąc koncertował w Leningradzie, a później w Odessie, Kijowie i Lwowie.
Po przyjeździe do Polski Damrosz ujawnił w Ministerstwie Kultury odkryte przez siebie nieprawidłowości w finansach zespołu (wobec faktu, że sprawami tymi zajmowali się specjalni pracownicy Estrady, wkrótce potem wymieniono jej kierownictwo). Dyrygentowi zaproponowano w tym czasie dłuższy wyjazd do Francji. Po powrocie Damrosz stwierdził, że Błękitny Jazz właściwie już nie istnieje. Z dawnego zespołu utworzono Jan Walasek Big Band (nieobsadzone jeszcze było stanowisko kierownika artystycznego, które - wobec odmowy Damrosza - objął Edward Czerny).

## Dyskografia (niepełna)
- SP Carmen Moreno, René Glaneau oraz PZM Błękitny Jazz, Muza 2888
- SP Rene Glaneau, Ada Biell oraz POT Błękitny Jazz, Muza 2889, Polskie Nagrania 2889
- SP Carmen Moreno, René Glaneau oraz POT Błękitny Jazz, Muza 2890
- EP POT Błękitny Jazz, Polskie Nagrania N 0008
- EP Carmen Moreno oraz POT Błękitny Jazz (na stronie B), Polskie Nagrania N 0018
- LP 10" Zbigniew Kurtycz, Ada Biell, Włodzimierz Kotarba oraz POT Błękitny Jazz, Pronit L0201 (strona B)
- LP 10" Zapraszamy do tańca René Glaneau, Ada Biell oraz POT Błękitny Jazz, Pronit L0224 (strona B), Muza L0224 (strona B)